# 占婆独立运动

占婆解放阵线的旗帜，常被用来代表占婆的独立运动。

占婆独立运动是由占人发起的，旨在从越南分离的独立运动。该运动主要要求归还位于中部和南部沿海地区的历史占婆领土，有时也包括中央高地，因为该地区的原住民与占人具有相似的族群背景，并与占婆有着悠久的历史联系。根据国际研究者的说法，今日的占族分离主义及其民族国家观念几乎已不复存在。